# كارين ووكر
كارين ووكر (بالإنجليزية: Karen Walker)‏ (29 يوليو 1969 في المملكة المتحدة - ) هي لاعبة كرة قدم بريطانية في مركز الهجوم. شاركت مع منتخب إنجلترا لكرة القدم للسيدات. أما مع النوادي، فقد لعبت مع Leeds United Women F.C. ‏ وDoncaster Rovers Belles L.F.C. ‏.

## وصلات خارجية
- كارين ووكر على موقع الاتحاد الدولي (مؤرشف)  (الإنجليزية)
- كارين ووكر على موقع قاعدة بيانات كرة القدم.إي يو (الإنجليزية)
- كارين ووكر على موقع Soccerway.com (الإنجليزية)
- كارين ووكر على موقع عالم كرة القدم.نت (الإنجليزية)